# スーパーカー

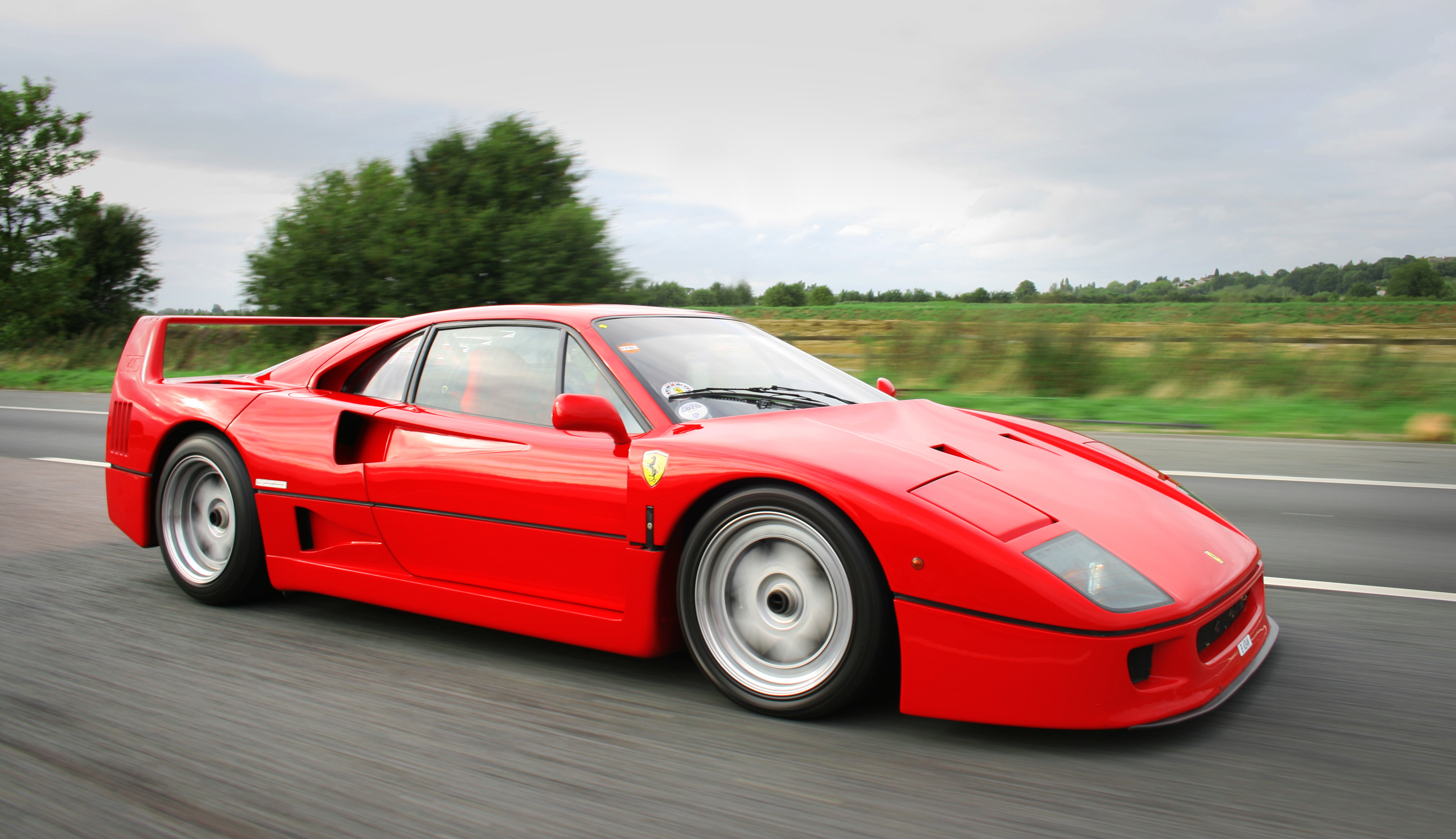
フェラーリ・F40

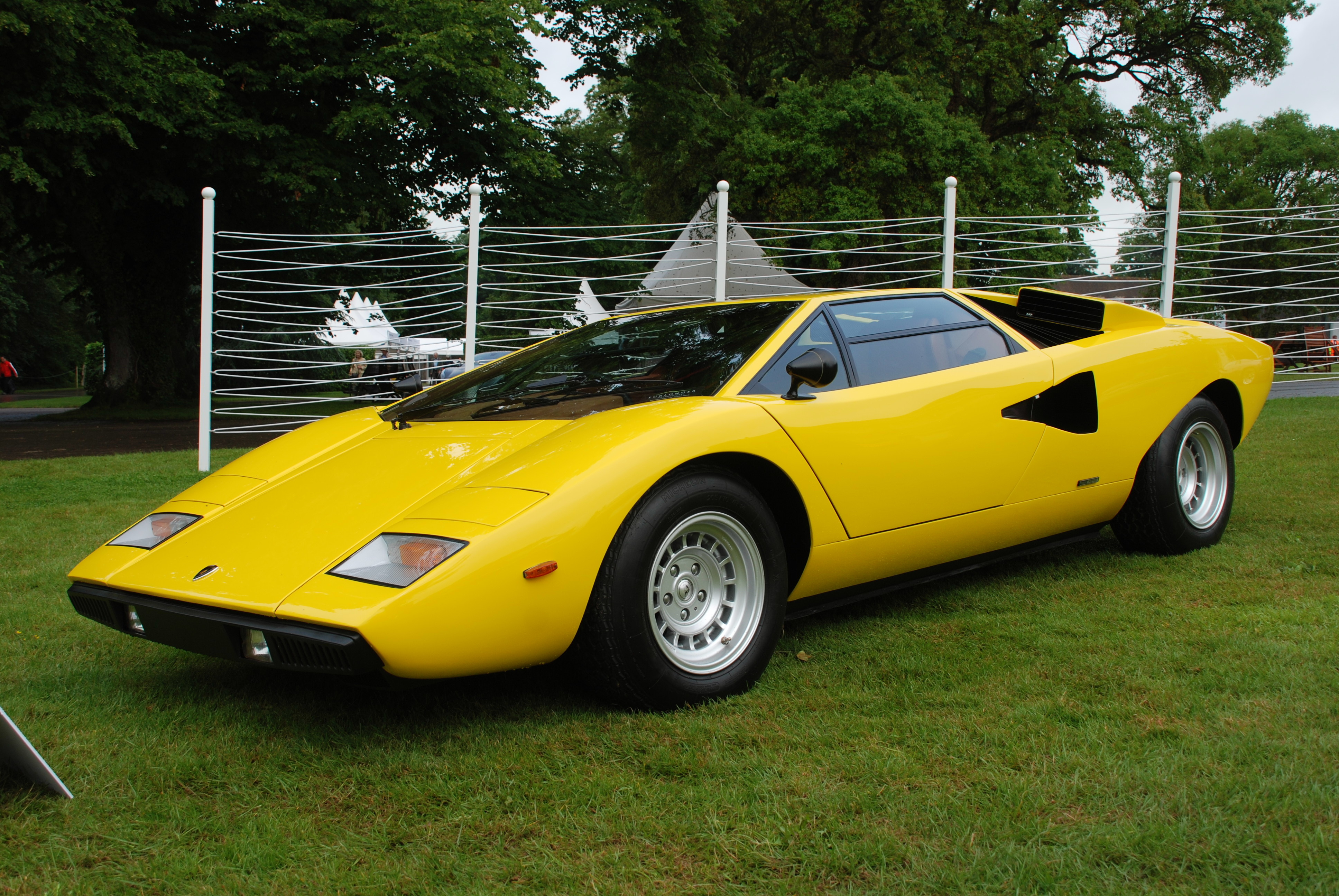
ランボルギーニ・カウンタック

スーパーカー（supercar）とは、自動車のカテゴリのひとつである。主に高性能、高価格で特徴的なデザインのスポーツタイプの自動車に用いられる呼称だが、厳密な定義はない。

## 概要
スーパーカーに具体的な定義はなく、広辞苑では「高出力・高性能で、特徴的なデザインのスポーツカー」と説明している。大辞泉では「性能・美しさ・装備のよさ、価格などで並の自動車を超えた車。スポーツカーの中でも特に大型、強力で、手作りに近いもの」と説明している。
定義としては最高速度が高いこと、エンジンの搭載位置がミッドシップであること、２シーターであることなどが挙げられる場合があるが、人によりその定義が曖昧であるため、スーパーカーか否かの議論になることがある。
類似する言葉として「スーパースポーツカー」や「ハイパーカー」などの呼称も存在しているが、これもスーパーカー同様、定義は曖昧なものになっている。
スーパーカーという言葉を自動車メーカー自らが使用する場合もあり、フェラーリは通常モデルではなく限定モデル等にスーパーカーという呼称を使用している。ランボルギーニもスーパーカーという呼称を使用しているが、同時に「スーパースポーツ」という呼称も使用している。一方でポルシェやブガッティは主に「スーパースポーツカー」という呼称を使用している。
スーパーカーと呼ばれる車種の多くは、エンジンや運動性能を優先した設計、構造になっている。そのため荷物を積むラゲッジスペースなども重量バランスを考慮し、車体の中央近くに配置することもあり、その限られたスペースのため実用性に乏しくなる場合もある。座席数は2つ（2シーター）が多いが、サヴェージ・リヴァーレ・ロードヨットGTSのような4シーターであるがメーカーがスーパーカーを自称する車種も存在する。
量産される一般的なスポーツカーに比べ生産台数は極端に少なく、2桁の台数しか生産されていない車種もある。メーカーがブランドイメージの低下を避けるため、意図的に生産台数を制限している場合もあり、フェラーリの創業者であるエンツォ・フェラーリは「求められる台数より1台少なく作る」と発言したとされ、ロードカーとして販売されたエンツォ・フェラーリは概算の顧客350人に対して349台しか製造されなかった。一方で、大量生産ではコスト的に難しい特別仕様車を設定することが可能なため、パガーニ・アウトモビリのように顧客の要望に合わせたワンオフモデルを受け付けているメーカーもある。限定モデルは特に高額なことから、F40は「走る不動産」とも呼ばれた。限定品であるため希少性が高いことから新車よりも高額で売買されることがあり、資産運用の手段としても用いられるなど、美術品や工芸品のような扱いを受けている。
スーパーカーを生産する自動車メーカーは、生産する車種のすべてをスーパーカーとしている訳ではなく、フェラーリやランボルギーニではスポーツ性能と実用性の両面を重視した4人乗り以上のGTカーやSUVを生産している。
スーパーカーの定義が曖昧であるが故、軽自動車やダンプカーにも誇張表現として「スーパーカー」という単語が使われる場合もある。

## スーパーカーの例
ここではメーカーにより「スーパーカー」や「スーパースポーツカー」と言及されている車種の一例を示す。
フェラーリは、288GTO、F40、F50、エンツォ・フェラーリ 、 ラ フェラーリなどのスペチアーレ系車種をスーパーカーとしている。
ランボルギーニはカウンタック、ディアブロ、ムルシエラゴ、アヴェンタドールなどを「スーパーカー」または「スーパースポーツカー」としている。
ポルシェは 911ターボ、959、911 GT1、カレラGTなどの車種を「スーパースポーツカー」としている。
この他ではケーニグセグ・CCX、パガーニ・ゾンダ、マクラーレン・F1、レクサス・LFA等の車種が、メーカーにより「スーパーカー」と言及されている。

## モータースポーツ

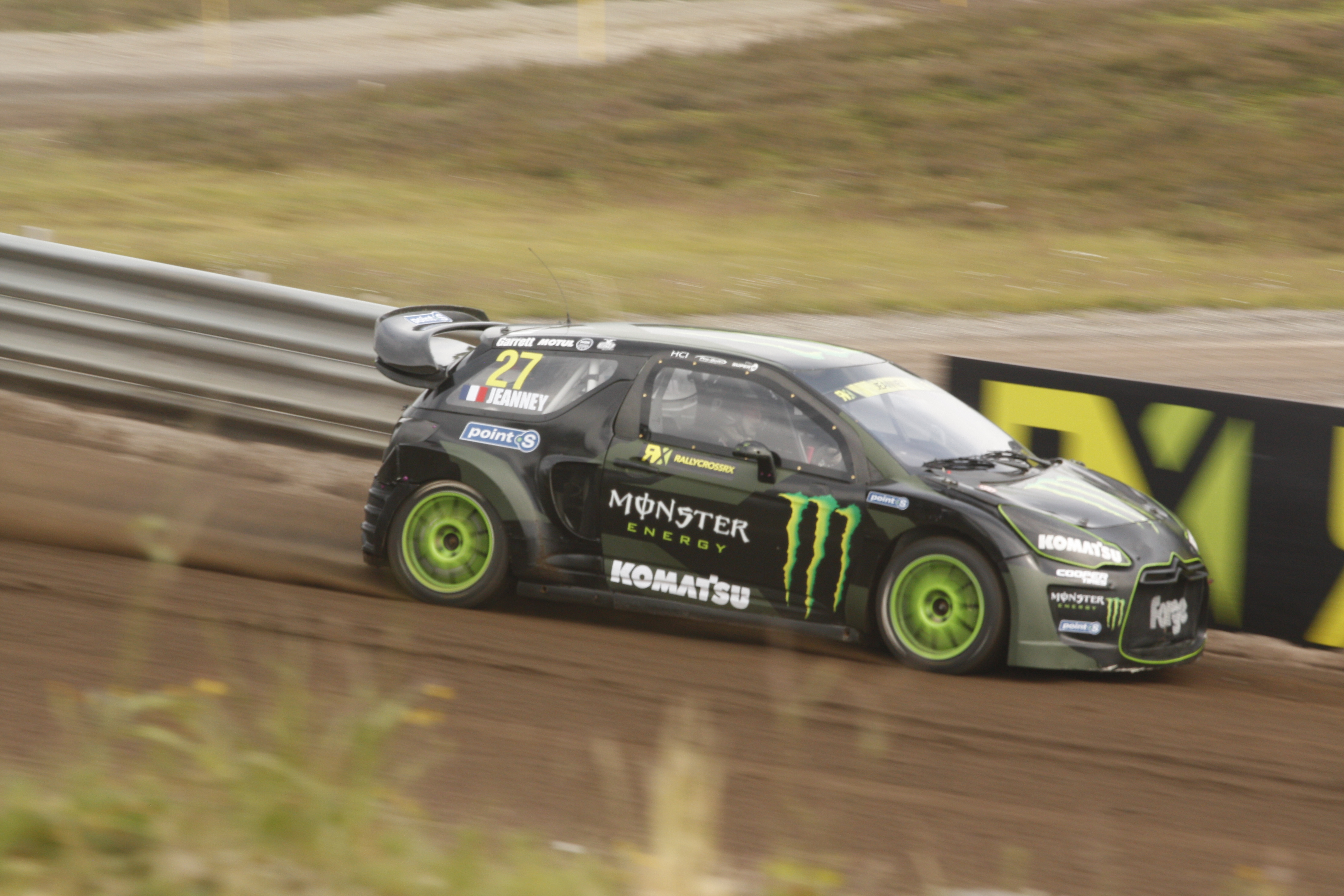
世界ラリークロス選手権の"スーパーカー"

モータースポーツで使用されるレーシングカーもスーパーカーと呼称される場合があり、日本では2014年からグループGT3の車両をメインカテゴリとするスーパーカーレースシリーズが開催されていた。
オーストラリアではスーパーカーズ選手権（旧称「V8スーパーカー」）というツーリングカーレースが存在する。
また、世界ラリークロス選手権ではトップカテゴリー・クラスの車両をスーパーカーと呼称していた。

## 日本におけるスーパーカー事情

### 1970年代のスーパーカーブーム
日本では、1975年1月から週刊少年ジャンプで連載された漫画『サーキットの狼』（作：池沢さとし）などの影響で、当時の子どもたちを中心にスーパーカーの一大流行、いわゆる「スーパーカーブーム」が巻き起こった。その中でも代表的な車種として、ランボルギーニ・カウンタック、フェラーリ・512BB、ポルシェ・911ターボ、ロータス・ヨーロッパ、ランチア・ストラトスなどが人気の存在であった。

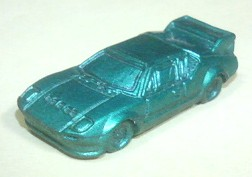
スーパーカー消しゴム

ブーム当時の日本では、車の購買層ではない低年齢層へのプロモーションとして、コカ・コーラの瓶の王冠の裏に車が描かれていたり、プラモデル、下敷き、筆箱、メンコ、写真集、ポスター、カード類、自転車、スーパーカーの排気音や動作音を収録したレコードなど、数多くのスーパーカーに関連付けた商品が発売された。中でも人気を誇ったのがスーパーカー消しゴムと呼ばれるプラスチック製のミニチュアで、消しゴムという商品名ゆえ学校に持ち込んで遊ぶ生徒も多くいた。
テレビでもブームに便乗した番組が製作され、1977年の夏からは東京12チャンネル（現：テレビ東京）で、スーパーカーに関するクイズ番組『対決!スーパーカークイズ』が放送された。テレビアニメでは1976年の『マシンハヤブサ』を先駆けとして、1977年になると『とびだせ!マシーン飛竜』『超スーパーカー ガッタイガー』『激走!ルーベンカイザー』『アローエンブレム グランプリの鷹』が放映された。児童向けマンガの世界でもすがやみつるが「『スーパーカーブーム』の柳の下のドジョウを狙った」という『ひみつ指令マシン刑事999』の他、ブームの渦中の1977年にすがやが連載スタートした4作品はいずれも自動車が題材であった。
ブームは過熱の様相を見せ、全国各地においてスーパーカーの展示会が行われた。1977年春に東京・晴海で行われたスーパーカーショー「スーパーカー・世界の名車コレクション77」では、4日間で46万人もの来場者があったといわれ、各メディアによってその人気が報じられた。同年7月には同じく晴海で「ラ・カロッツェリア・イタリアーナ'77」というイベントが開催され、各国のカロッツェリアにより多くのコンセプトカーが展示された。
ブーム当時はスーパーカー見たさに販売店に通ったり、大通りでカメラを持ってスーパーカーを待ち構える子どもたちが多く見られた。シーサイドモーターなどの有名なスーパーカーショップでも、休日になるとカメラを持った子供たちが押し寄せていたという。これを受けて自転車業界はスーパーカーのデザインを取り入れたジュニアスポーツ車（通称スーパーカー自転車）を発売し人気となった。
しかし、1977年後半ごろからスーパーカーショーの入場者は次第に減っていき、子どもたちの興味はブルートレインへと移っていった。1979年に『サーキットの狼』が連載を終了し、1980年にはシーサイドモーターが倒産するなど、1970年代の一連のスーパーカーブームは終焉を迎えた。梶原一騎はスーパーカーブームに当て込んで実写映画『マッハ'78』を製作したが、公開はブーム終焉後の1978年2月で、興行成績は今ひとつであったという。

### バブル期のスーパーカーブーム
1970年代のスーパーカーブーム終焉から10年ほど経過した1980年代末、日本は空前のバブル景気に突入する。スーパーカーは不動産と同じく投機目的で購入され、プレミア価格で転売される状況となっていた。例として、新車価格が4,500万円のフェラーリ・F40は、一時期2億5,000万円まで価格が高騰した。
この時期におけるブームは「第二次スーパーカーブーム」とも呼ばれ、1970年代のブームが子ども中心であったのに対し、このブームでは商売目的の大人が中心となった。
バブル景気下では日本企業もスーパーカーに興味を持ち、ヤマハはF1用のエンジンを搭載したOX99-11を、ワコールの出資で設立されたジオット・デザインは童夢が開発を担当したジオット・キャスピタを発表するに至った。
その後、1990年代のバブル崩壊とともにこのブームは終焉を迎えることになる。スーパーカーを販売する自動車メーカーには注文のキャンセルが相次ぎ、OX99-11とジオット・キャスピタも販売計画が撤回され、市販されることはなかった。